# 山梨県道29号甲府中央右左口線
山梨県道29号甲府中央右左口線（やまなしけんどう29ごう こうふちゅうおううばぐちせん）は、山梨県甲府市から中央市を経て、甲府市右左口町に至る県道（主要地方道）である。一部区間が伊勢通りと呼ばれている。

## 概要
甲府駅前から精進湖ラインの入り口である右左口トンネルまで至る路線である。
新山梨環状道路の、釜無川大橋方面から甲府南インターチェンジ方面に至る路線は、当路線の地域高規格道路として作られているため、「29号」の番号が付されている。

### 路線データ
- 起点：山梨県甲府市伊勢（山梨県道3号甲府市川三郷線交点）
- 終点：山梨県甲府市右左口町（山梨県道113号甲府精進湖線交点）
- 延長：約11.5 km

## 歴史
- 1993年（平成5年）5月11日 - 建設省から、県道甲府玉穂中道線が甲府玉穂中道線として主要地方道に指定される[1]。

## 路線状況

### 別名
- 伊勢通り（甲府市）
- 遊亀通り（甲府市）

### 重複区間
- 国道358号（甲府市中小河原町・南甲府署北交差点 - 甲府市上今井町・万才橋東交差点）

### 橋梁
- 万才橋（荒川）
- 万年橋（鎌田川）
- 豊積橋（笛吹川）
- 作興橋（浅利川）

### 利用状況
交通量
| 地点               | 平日12時間        | 平日24時間        |
| 地点               | 2005年度⇒2010年度 | 2005年度⇒2010年度 |
| 甲府市幸町9-30     | 7,851台⇒ 8,319台  | 10,363台⇒10,815台 |
| 甲府市大里町1895-7 | 9,530台⇒ 8,125台  | 12,866台⇒10,563台 |
| 中央市中楯753地先  | 9,530台⇒ 6,963台  | 12,866台⇒ 8,982台 |
| 中央市成島1236     | 4,856台⇒ 5,516台  | 6,604台⇒ 7,116台  |
| 中央市大鳥居3614-3 | 2,766台⇒ 2,699台  | 3,762台⇒ 3,482台  |
| 甲府市大津町2192-8 | 9,243台⇒17,064台  | 12,570台⇒22,013台 |

## 地理

### 通過する自治体
- 甲府市
- 中央市
- 甲府市

### 交差する道路
- 山梨県道3号甲府市川三郷線（甲府市幸町、起点）
- 山梨県道113号甲府精進湖線（甲府市住吉・伊勢三差路交差点）
- 国道20号（甲府市中小河原・中小河原交差点）
- 国道358号（甲府市中小河原町・南甲府署北交差点）
- 国道358号（甲府市上今井町・万才橋東交差点）
- 新山梨環状道路 玉穂中央ランプ・山梨県道12号韮崎南アルプス中央線・（中央市成島）
- 山梨県道12号韮崎南アルプス中央線（中央市乙黒）
- 国道140号（中央市浅利・豊積橋南交差点）
- 金川曽根広域農道（中央市大鳥居・作興橋南交差点）
- 山梨県道113号甲府精進湖線（甲府市右左口町、終点）

新山梨環状道路 区間
- 山梨県道12号韮崎南アルプス中央線（甲府市大津町）
- 国道358号（甲府市西下条町・南部工業団地入口交差点）

### 沿線にある施設など
- 甲府中央郵便局
- 遊亀公園
- 甲斐住吉駅（JR東海身延線）
- 山梨県立甲府南高等学校
- 南甲府警察署
- 国母工業団地
- 中央市役所 玉穂庁舎
- ふるさとふれあい広場
- 道の駅とよとみ
- 中央市役所 豊富庁舎